# Ligier
Ligier és una marca d'automòbils francesa que va ser creada per l'expilot i jugador de rugbi Guy Ligier.
La firma va entrar en el mercat de l'automòbil amb el Ligier JS 2: un esportiu considerat per molts com un automòbil molt ben dissenyat impulsat al principi per un motor V6 de Maserati i després per un Citroën SM, ambdós produïts a la fàbrica de Ligier a Vichy.
L'any 1973, a causa de la crisi del petroli, les vendes del JS 2 van disminuir dràsticament, el que va fer que Ligier cessés la producció d'automòbils esportius i es reconvertís a la fabricació de microcotxes.

## Fórmula 1
La marca és coneguda mundialment a causa del seu pas per la Fórmula 1. Ligier va entrar a la Fórmula 1 l'any 1976 després de la desaparició de l'escuderia Safir. Sent en els seus inicis un equip competitiu, amb un motor Matra V12.
Amb aquest motor aconseguirien guanyar a l'any següent un gran premi gràcies a Jacques Laffite.
L'acord amb Matra es va acabar l'any 1979 i es va desenvolupar un nou model, el Ligier JS11, amb motor Cosworth.Van començar la temporada guanyant les dues primeres carreres amb Jacques Laffite, no obstant això aviat tenint una gran rivalitat amb Williams i Ferrari que havien millorat molt la seva aerodinàmica, cosa que ve fer que la resta de la temporada fos menys exitosa.
El JS11 i els seus successors van fer que l'escuderia es convertís en un dels principals equips al començament dels anys 80. Però tot i el patrocini de diverses companyies franceses estatals, la competitivitat de l'equip va començar a declinar l'any 1982; encara que l'equip va sobreviure fins a 1996.
A mitjans dels 80 l'equip es va beneficiar d'un acord amb Renault, que els va fer un poc més competitius tot i que sense arribar a les prestacions dels grans favorits a pesar de comptar amb patrocinadors importants per part de Gitanes, Loto i Elf.
Quan Renault va decidir no participar en la temporada 1987, Ligier era una escuderia sense cap proveïdor de motor competitiu. Va tenir una col·laboració frustrada amb Alfa Romeo seguida d'un acord per utilitzar motors BMW (sota la denominació Megatron). Per a 1988 va comptar amb els motors Judd i l'any 1989 amb motors Ford.
Durant la temporada 1991 va córrer amb els prometedors motors Lamborghini, encara que finalment no van ser competitius.
1992 va ser l'any de la tornada per part de Renault com a companyia de motorització. La marca francesa ja havia decidit tornar com proveïdor de motors l'any 1989 per a l'equip Williams. Si bé el motor era una "evolució menys" que el de Williams, va resultar ser finalment competitiu.
El 1992 el Williams-Renault de Nigel Mansell es consagraria indiscutible campió, però el xassís Ligier no era prou bo (ni dotat d'una tecnologia tan avançada com la del Williams) com per a permetre-li una victòria. Ligier aconseguiria aquest any el 7è lloc de constructors amb 6 punts, la qual cosa va representar una recuperació respecte a la temporada anterior, ja que en la dita temporada no s'havia aconseguit cap punt.
1993 va ser un millor any, i Ligier-*Renault va aconseguir el 5è lloc en la copa de constructors amb 23 punts i 3 podis.
En 1994 va decaure lleugerament, però va aconseguir el 7è lloc de constructors amb 13 punts i 2 podis.
En els últims anys Ligier tenia poc suport públic i mancava del finançament necessari, però sorprenentment a causa de les millores aerodinàmiques ideades per Frank Dernie, l'escuderia va aconseguir alguns bons resultats.
La incorporació dels motors Mugen-Honda l'any 1995 va significar una millora en la competitivitat, i aquest any l'equip francès va assolir el 5è lloc en el campionat, amb 24 punts i 2 podis.
El 1996, el Ligier JS43 Mugen-Profunda amb Olivier Panis al volant va aconseguir la victòria en el Gran Premi de Mònaco en una carrera que solament van acabar quatre cotxes. Aquest va ser l'últim any de Ligier. Es va acomiadar amb un 6è lloc en la classificació de constructors del campionat, 15 punts i una victòria.
El propietari Guy Ligier va vendre l'equip a Alain Prost, que formà el seu propi equip Prost GP, però malgrat el suport financer de companyies franceses, l'equip solament va ser competitiu en 1997 quan encara comptava amb els Motors Mugen-Honda i va desaparèixer després d'acabar la temporada 2001.

## Galeria

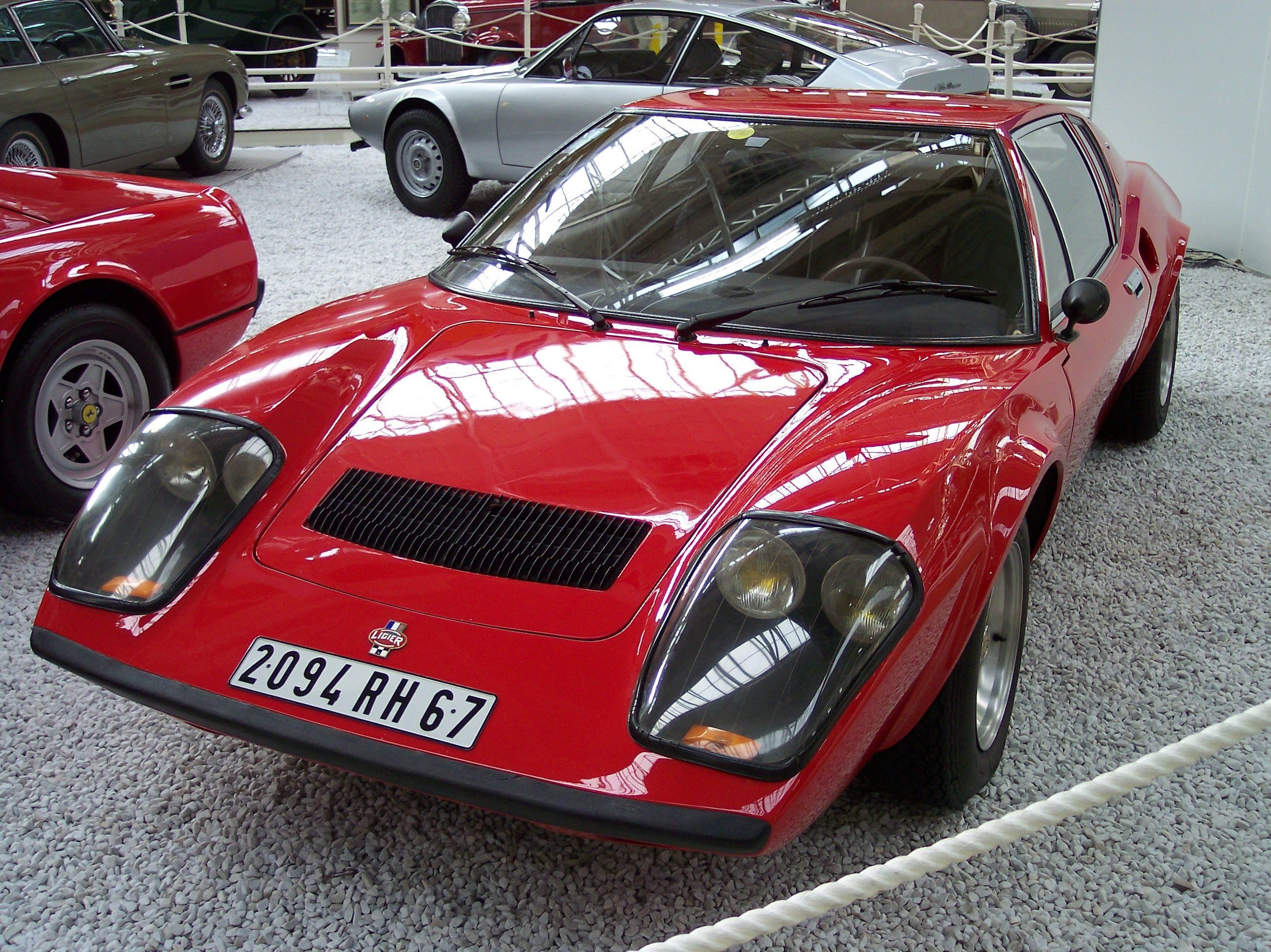
Ligier JS2
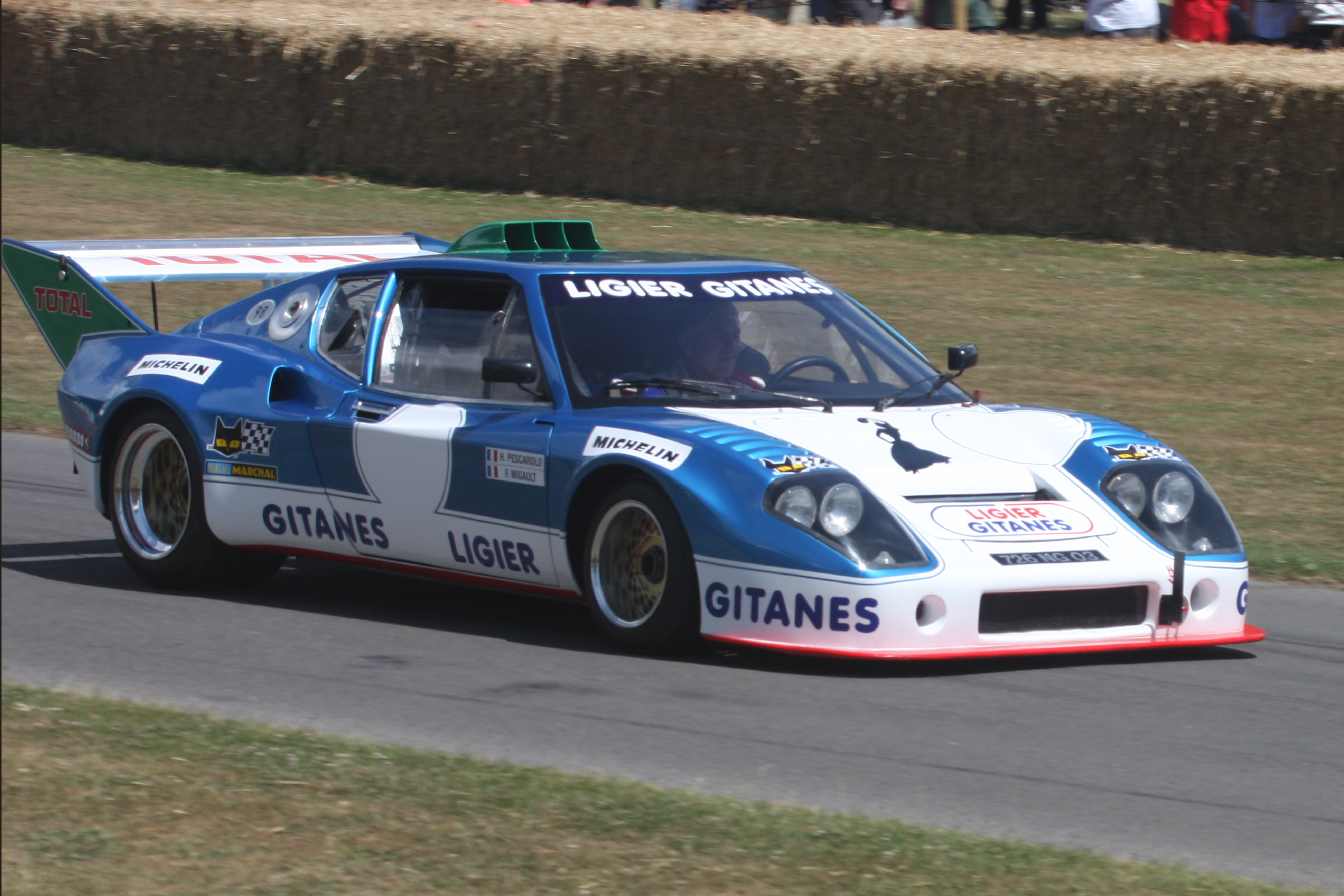
Ligier JS2
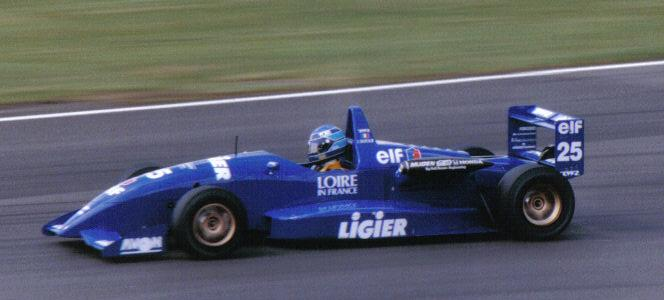
Ligier Junior. Equip Jérémie Dufour, British Formula 3 International Series, 1995.
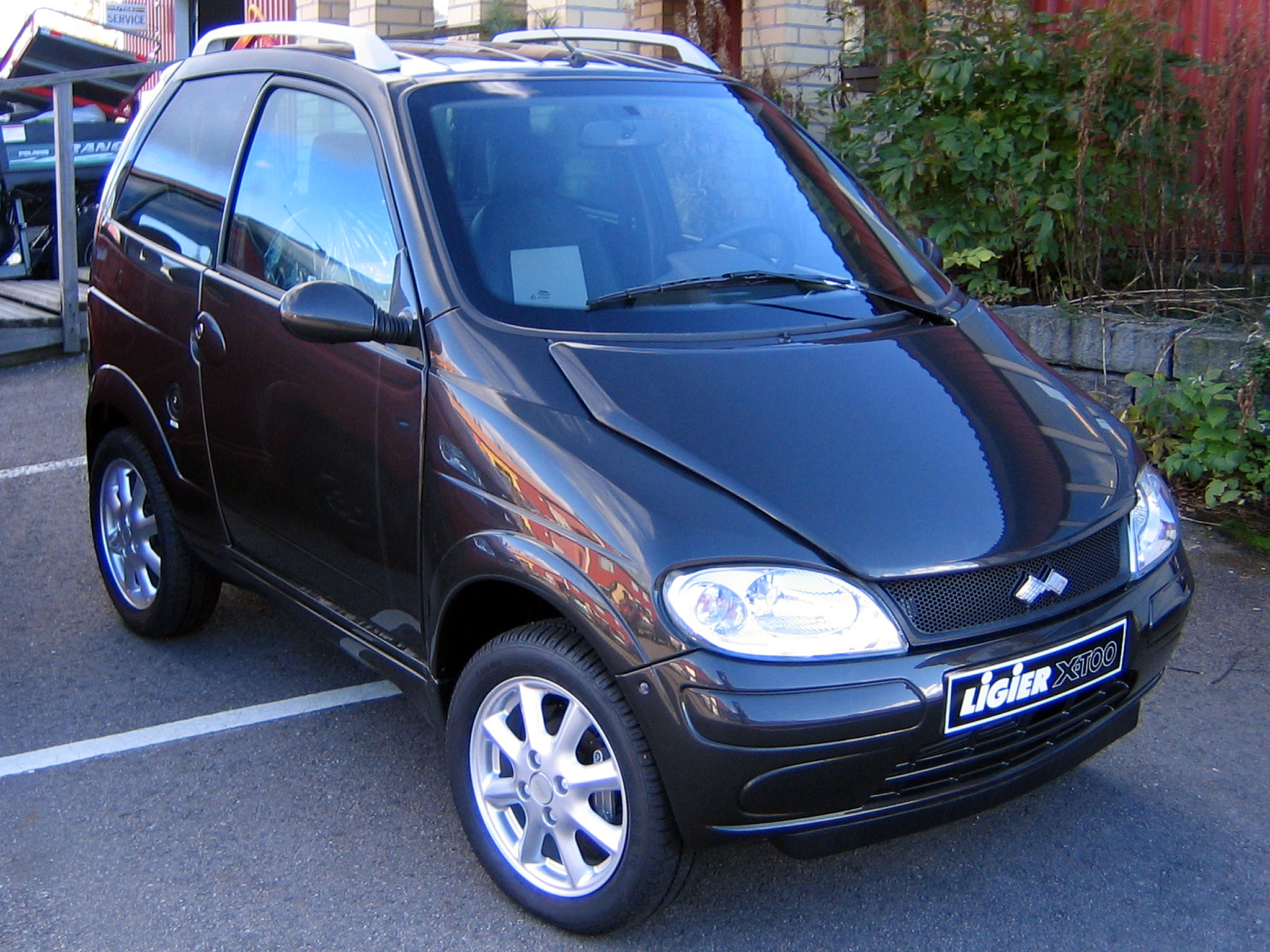
Ligier X-Too Microcar
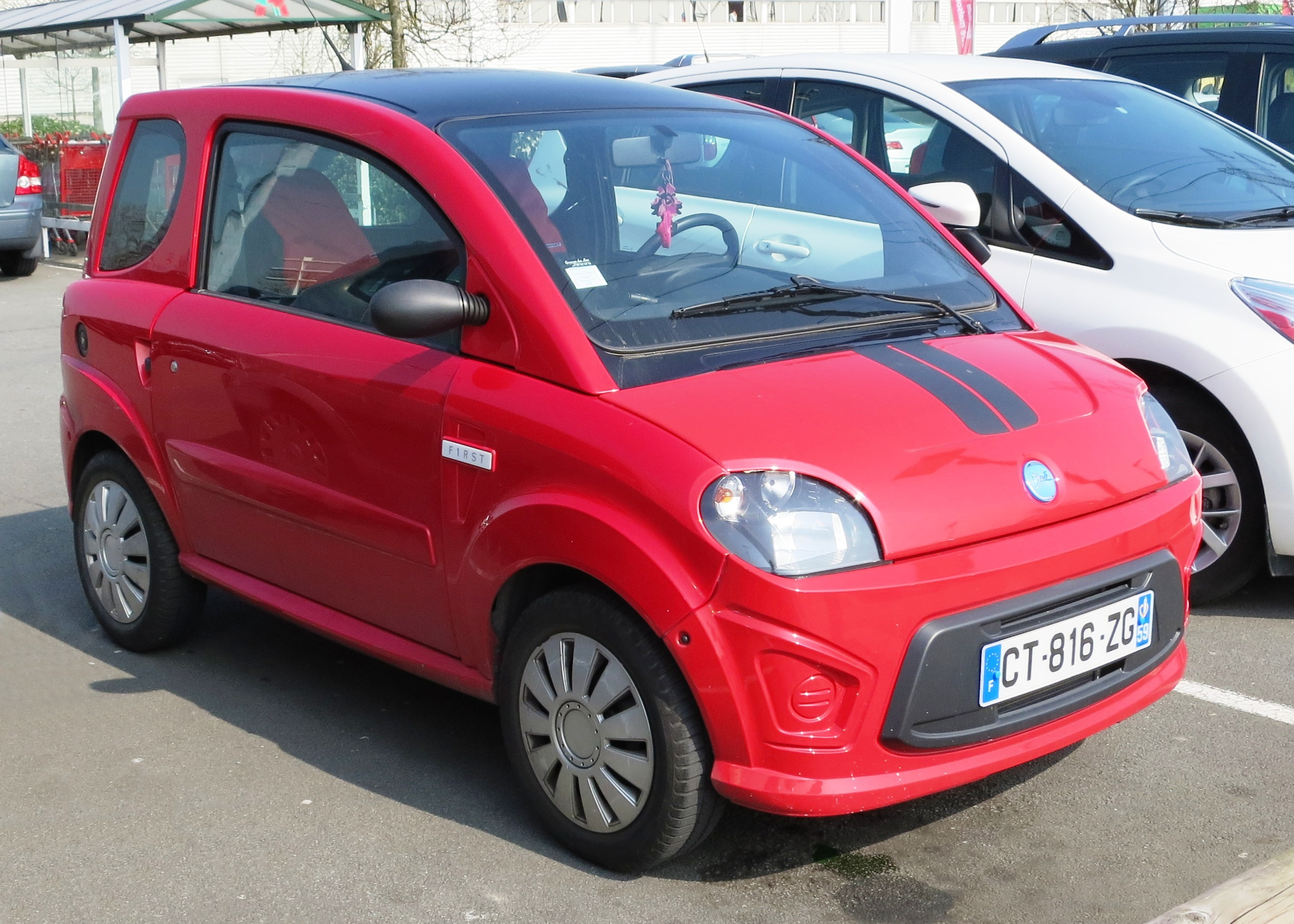
Ligier Dué First (2015)
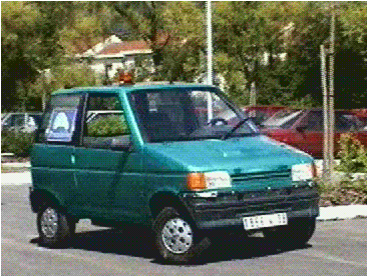
Prototip experimental capaç d'auto-estacionar-se
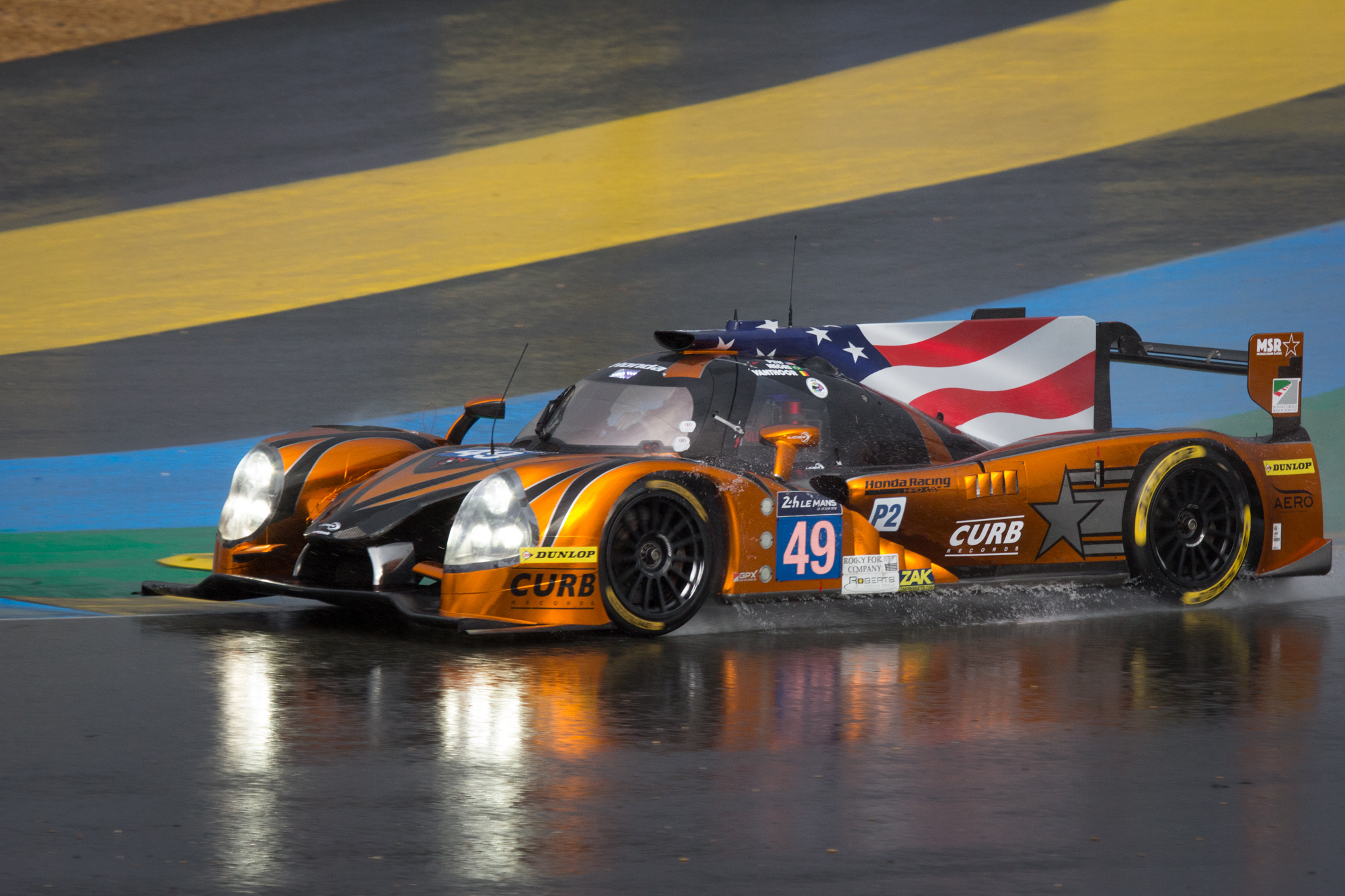
Ligier JS P2
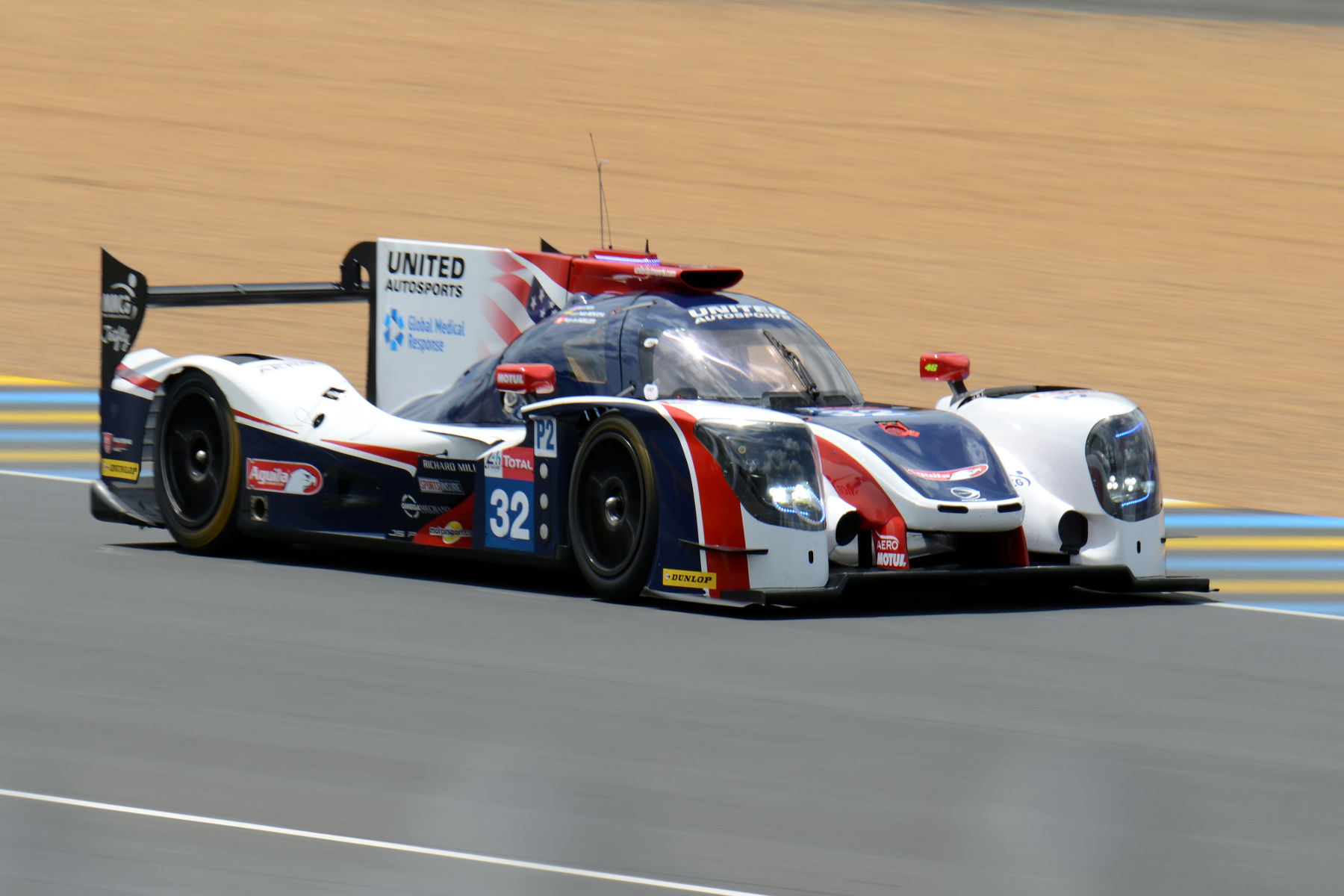
Ligier JS P217